# 千葉胤宣
千葉 胤宣（ちば たねのぶ）は室町時代中期の武将。千葉氏第18代当主。16代当主・千葉胤直の子。17代当主・千葉胤将の弟。

## 生涯
千葉氏第17代当主だった兄の胤将が享徳3年6月23日（1454年7月18日）に病死したため、父の後見の元、第18代当主となる。しかしこの時既に鎌倉公方足利成氏と関東管領上杉憲忠・房顕の内紛に巻き込まれていた（享徳の乱）。
享徳4年/康正元年（1455年）、成氏についた重臣・原胤房に千葉城を急襲され、父や叔父胤賢と共に千田荘に逃れ、父と叔父は志摩城に、胤宣は多古城に立て籠ったが上杉氏の援軍は無く、8月12日、原胤房に加担した大叔父・馬加康胤の攻撃に耐え切れず多古城は陥落、胤宣は城の近くの阿弥陀堂で自刃した。
原胤房に攻められていた志摩城の父も、8月15日東禅寺に走り一族郎党と自刃して千葉氏宗家の嫡流は滅亡した。
叔父の胤賢は2人の子・実胤と自胤を連れ志摩城を脱出、胤賢は9月7日に小堤城（現在の横芝光町小堤）で自刃して果てたが、2人を八幡荘まで落とさせ、その後実胤と自胤は武蔵千葉氏となった。